# Populus xiaozhuanica
Populus xiaozhuanica là một loài thực vật có hoa trong họ Liễu. Loài này được W.Y. Hsu & Liang miêu tả khoa học đầu tiên năm 1982.